# Осмотическая электростанция

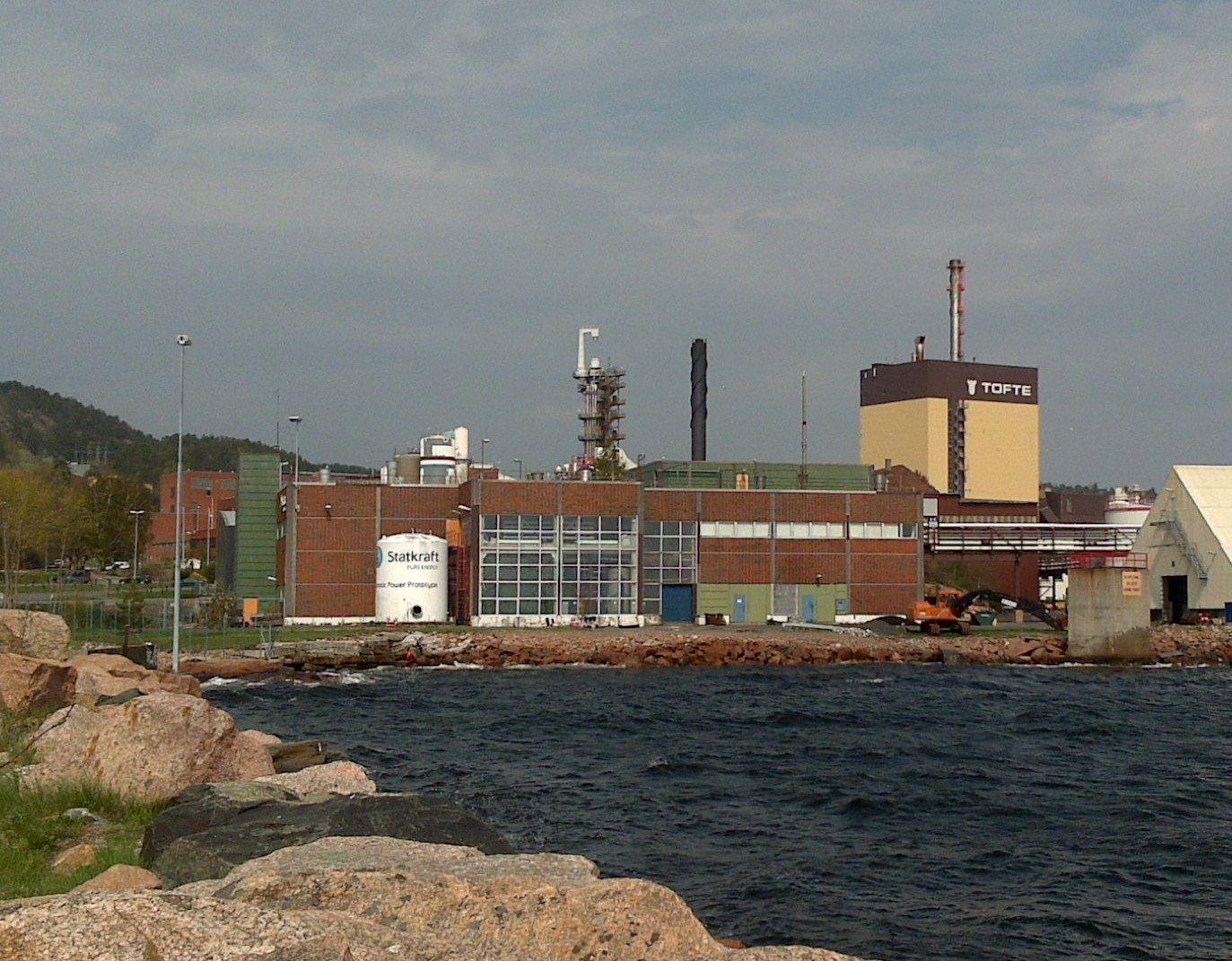
Первая в мире осмотическая электростанция

Осмотическая электростанция — стационарная энергетическая установка, основанная на принципе диффузии жидкостей (осмос).
Первая и единственная, на данный момент в мире, осмотическая электростанция построена компанией Statkraft (en:Statkraft) в норвежском городке Тофте (коммуна Хурум), на территории целлюлозно-бумажного комбината «Södra Cell Tofte». Строительство электростанции обошлось в 20 миллионов долларов и 10 лет, проведенных в исследованиях и разработке технологии. Эта электростанция пока вырабатывает очень мало энергии: примерно 2—4 киловатта. Впоследствии планируется увеличить выработку энергии до 10 киловатт.
На данный момент электростанция имеет вид экспериментальной, но в случае успешного завершения испытаний, станция будет запущена для коммерческого использования.

## Принцип действия

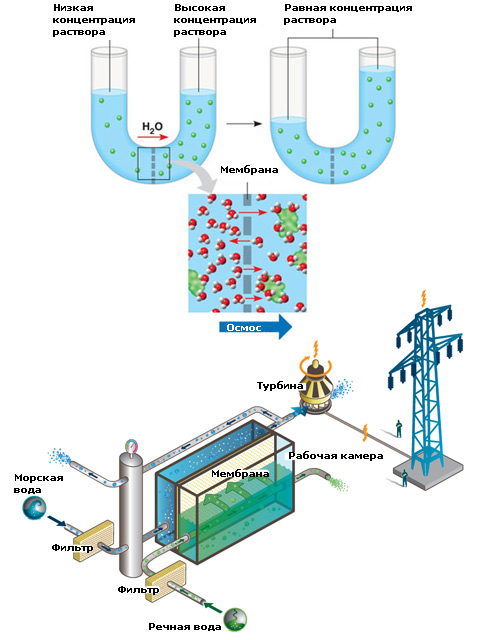
Схематическое строение станции

Осмотическая электростанция берёт под контроль смешивание солёной и пресной воды, тем самым извлекает энергию из увеличивающейся энтропии жидкостей. Смешивание проходит в резервуаре, который разделен на два отсека полупроницаемой мембраной. В один отсек подается морская вода, а в другой пресная. За счёт разной концентрации солей в морской и пресной воде, молекулы воды из пресного отсека, стремясь выровнять концентрацию соли, переходят через мембрану в морской отсек. В результате этого процесса в отсеке с морской водой формируется избыточное давление, которое в свою очередь используется для вращения гидротурбины, вырабатывающей электроэнергию.

## Преимущества и недостатки технологии
Преимущества
- В отличие от ветра и солнца, предоставляется непрерывный возобновляемый источник энергии, с незначительными сезонными колебаниями.
- Отсутствует парниковый эффект.

Недостатки
- У текущей мембраны показатель составляет 1 Вт/м². Показатель, который позволит сделать станции рентабельными — 5 Вт/м². В мире есть несколько компаний, производящих подобные мембраны (General Electric, Dow Chemical, Hydranautics, Toray Industries), но устройства для осмотической станции должны быть гораздо тоньше производимых сейчас.
- Осмотическая электростанция может использоваться только в устьях рек, где пресная вода вливается в солёную.

## Потенциал и перспективы осмотической энергетики
- Компания Statkraft оценивает потенциал данного типа энергетики в 1600—1700 ТВт*ч. Что составляет около 10 % от всего мирового потребления электроэнергии.[1]
- Примерно через 2-3 года (данные на 2009) планируется создание ещё одной экспериментальной электростанции, мощностью до одного мегаватта.[1]